# Ronsberg
Ronsberg ist ein Markt im schwäbischen Landkreis Ostallgäu.

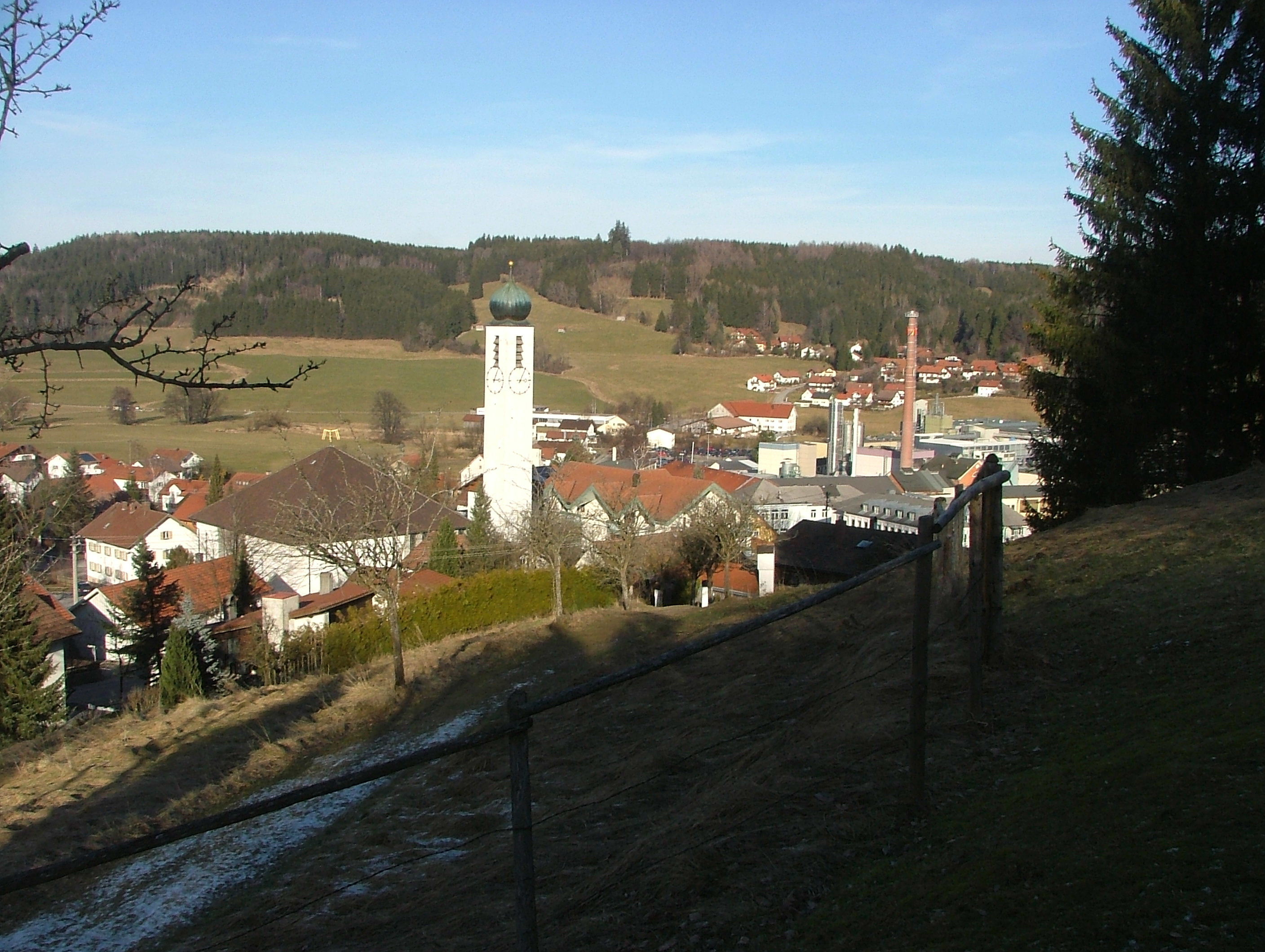
Kirche und Papierfabrik

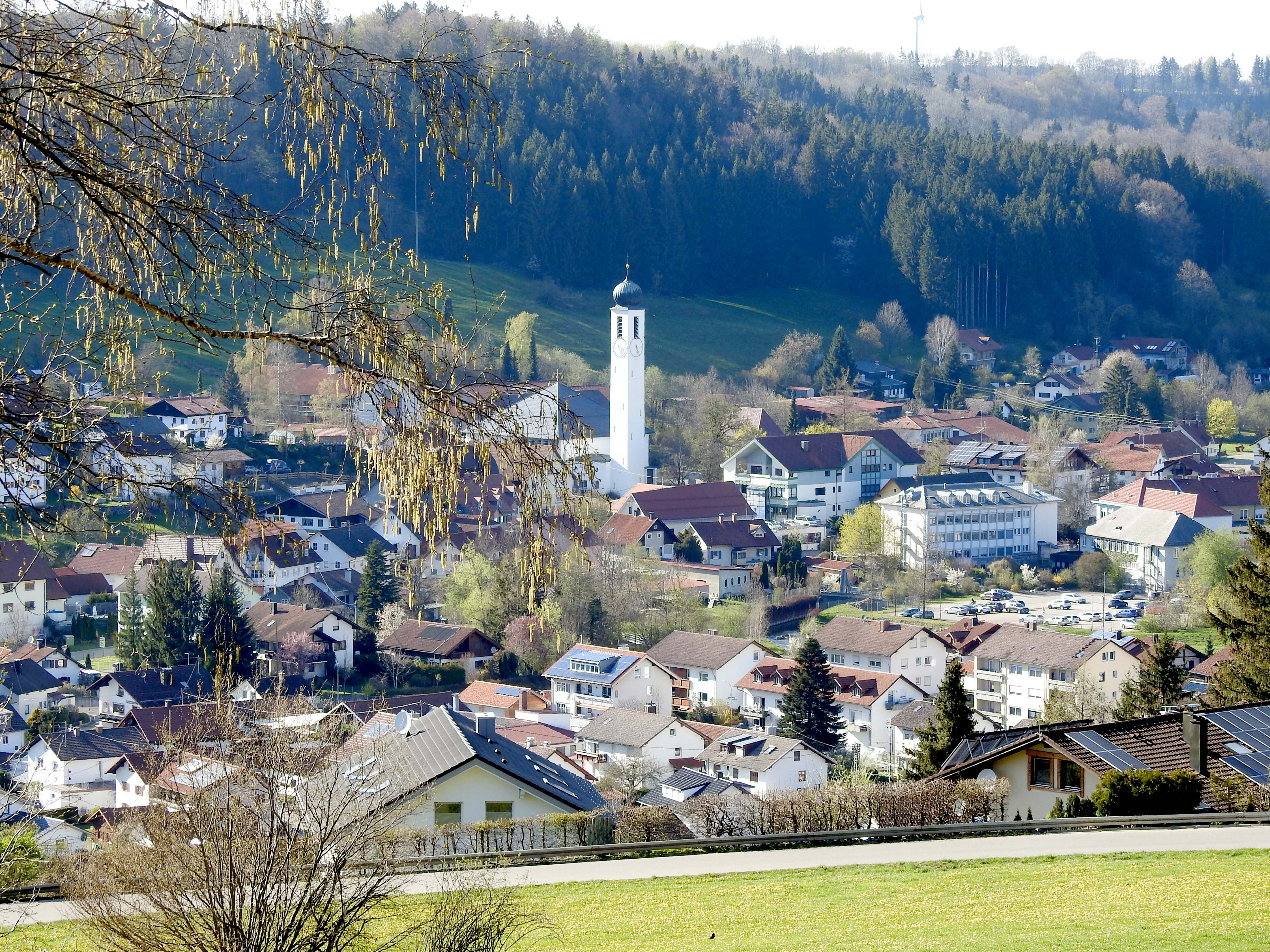
Ronsberg von Südosten

## Geografie

### Lage
Ronsberg liegt in der Region Allgäu und wird von der Östlichen Günz durchflossen. Der niedrigste Punkt in der Gemeinde liegt mit 685 m ü. NHN an der Landkreisgrenze zum Landkreis Unterallgäu an der östlichen Günz, der höchste Punkt mit 841 m ü. NHN im Bremberger Wald an der OAL 5 zwischen Obergünzburg und Ollarzried.

### Gemeindegliederung
Die Gemeinde hat 17 Gemeindeteile (in Klammern ist der Siedlungstyp angegeben):
- Bihls (Weiler)
- Birkach (Einöde)
- Buchstock (Weiler)
- Dingisweiler (Dorf)
- Grub (Einöde)
- Hahnenbühl (Einöde)
- Kappelhof (Einöde)
- Letten (Einöde)
- Meuren (Weiler)
- Neuenried (Dorf)
- Oberweiler (Dorf)
- Ronsberg (Hauptort)
- Schochen (Einöde, PLZ 87724)
- Sigmaiers (Weiler)
- Unterweiler (Weiler)
- Wolfs (Weiler)
- Zadels (Dorf)

Es gibt nur die Gemarkung Ronsberg.

## Geschichte

### Bis zum 19. Jahrhundert
Auf dem Ronsberg erbauten die Herren von Ursin um 1130 nach ihrer Übersiedelung ihre neue Stammburg. Zuvor waren sie seit etwa 980 in Irsee ansässig. Die sich nach ihrem neuen Stammsitz nennenden Ursin-Ronsberger stiegen 1182 in den Markgrafenstand auf. 1212 erloschen sie im Mannesstamm. Der 1546 zum Markt erhobene Ort Ronsberg war seit dem 13. Jahrhundert Sitz einer Herrschaft. Diese, insgesamt unter österreichischer Landeshoheit, war zwischen dem Fürststift Kempten und der Abtei Ottobeuren geteilt. Der Ort Ronsberg selber lag im kemptischen Teil der Herrschaft. 

### Zugehörigkeit zu Bayern
Seit dem Reichsdeputationshauptschluss von 1803 gehört der Ort zu Bayern. Im Zuge der Verwaltungsreformen im Königreich Bayern entstand mit dem Gemeindeedikt von 1818 die heutige Gemeinde. Von der einstigen Burg steht nur noch der Chor der ehemaligen Burgkapelle aus dem 15. Jahrhundert, 1854 als Friedhofskapelle zu einem Oktogon mit Zeltdach ergänzt. Der Bau der ersten Pfarrkirche in Ronsberg fand von 1845 bis 1847 statt.

### Eingemeindungen
Am 1. Januar 1972 wurde im Zuge der Gemeindegebietsreform der Weiler Bihls aus der Gemeinde Willofs eingegliedert. Das übrige Gebiet der aufgelösten Gemeinde wurde nach Obergünzburg umgegliedert.
Bei der Gründung der Verwaltungsgemeinschaft Obergünzburg 1978 gehörte auch der Markt Ronsberg der Verwaltungsgemeinschaft an, wurde jedoch zum 1. Januar 1980 entlassen und ist seither Einheitsgemeinde mit eigener Verwaltung.

### Einwohnerentwicklung
Zwischen 1988 und 2008 erhöhte sich die Einwohnerzahl Ronsbergs nur minimal um 0,6 %. Zwischen 1988 und 2018 wuchs die Gemeinde von 1626 auf 1709 um 83 Einwohner bzw. um 5,1 %.
| Jahr | Einwohner |
| ---- | --------- |
| 1961 | 1482      |
| 1970 | 1665      |
| 1987 | 1623      |
| 1991 | 1672      |
| 1995 | 1713      |
| 2000 | 1713      |
| 2005 | 1658      |
| 2010 | 1629      |
| 2015 | 1708      |
| 2020 | 1693      |

## Bilder

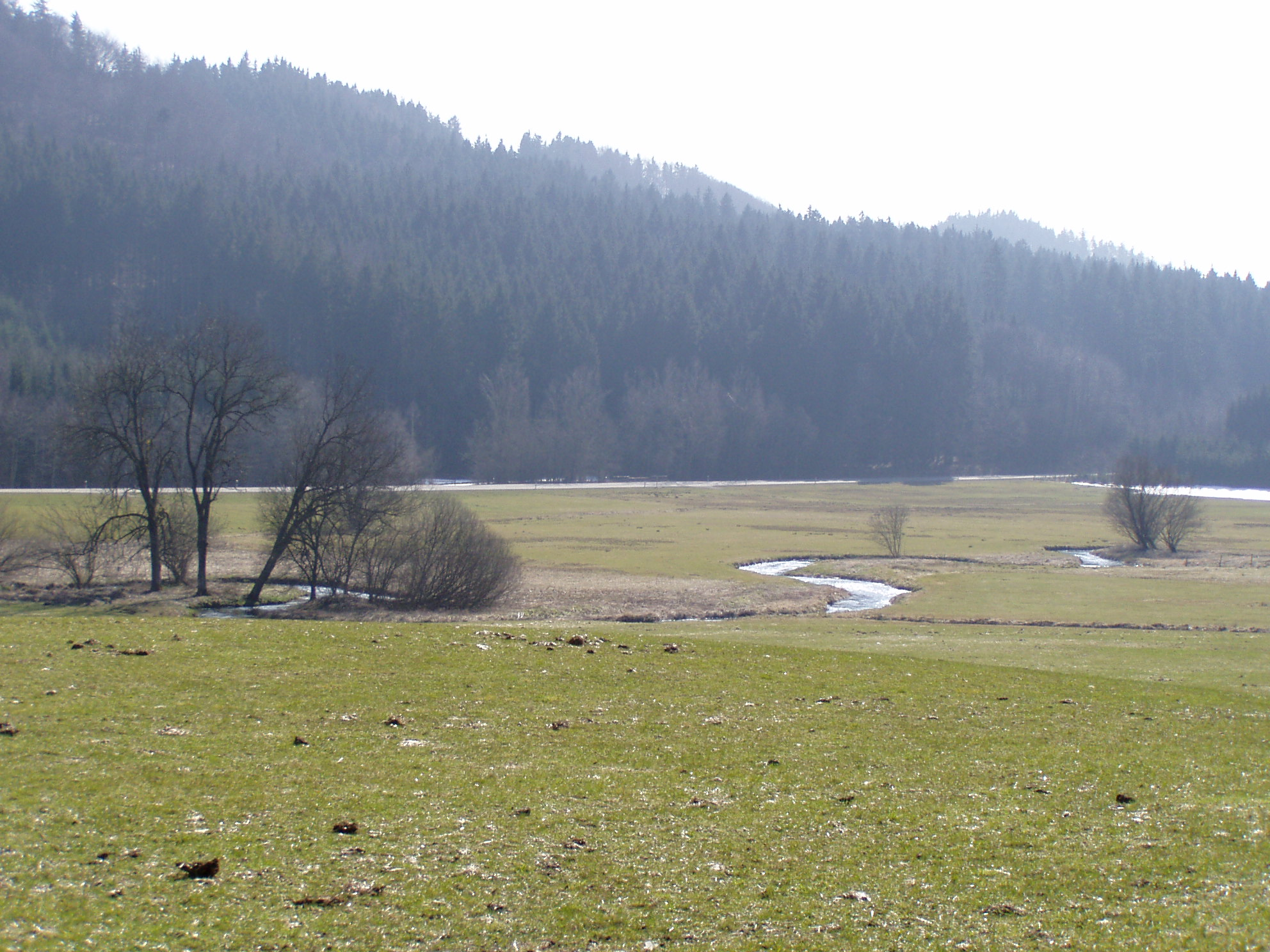
Günzmäander
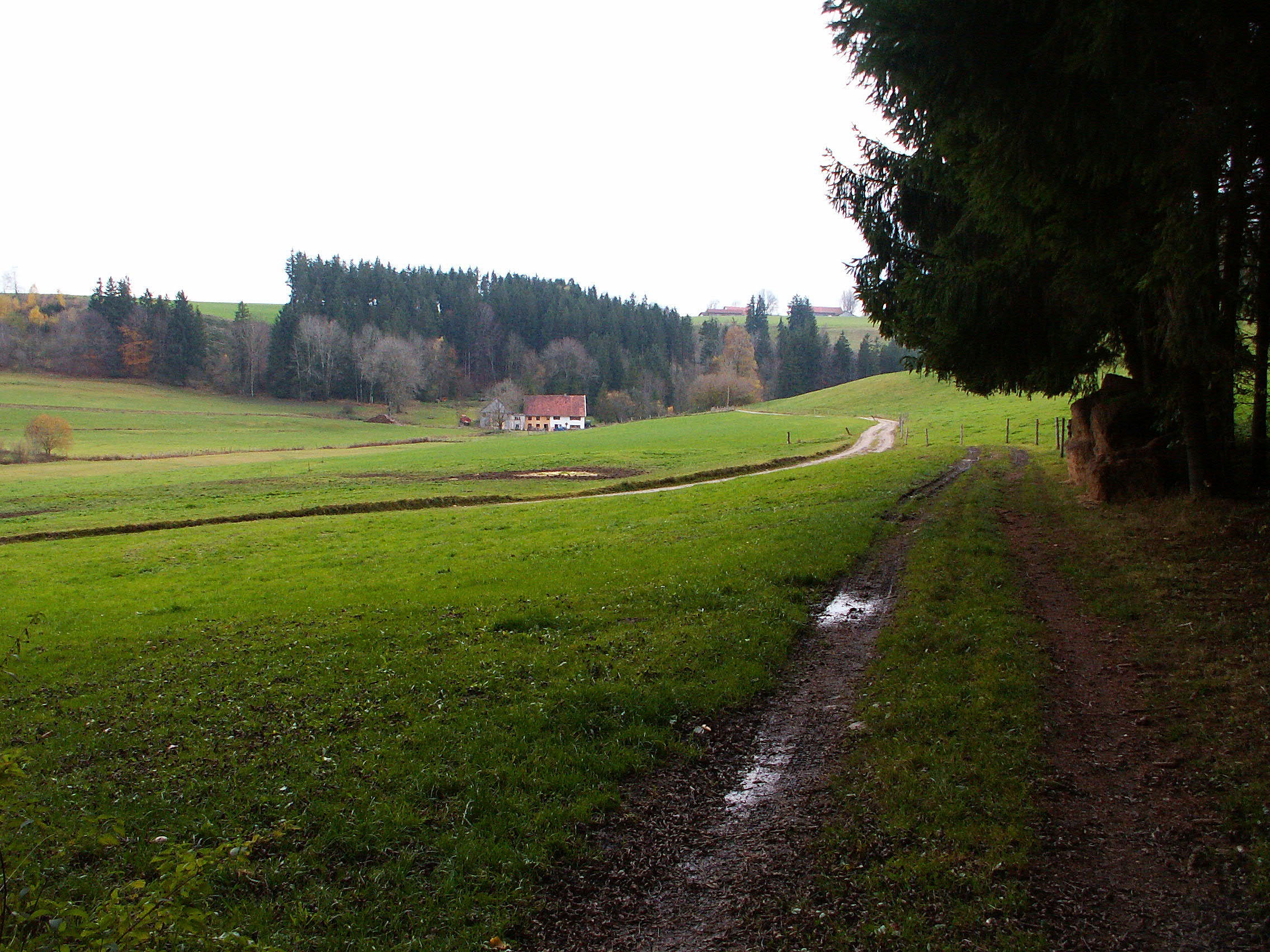
Mindelmühle von Norden
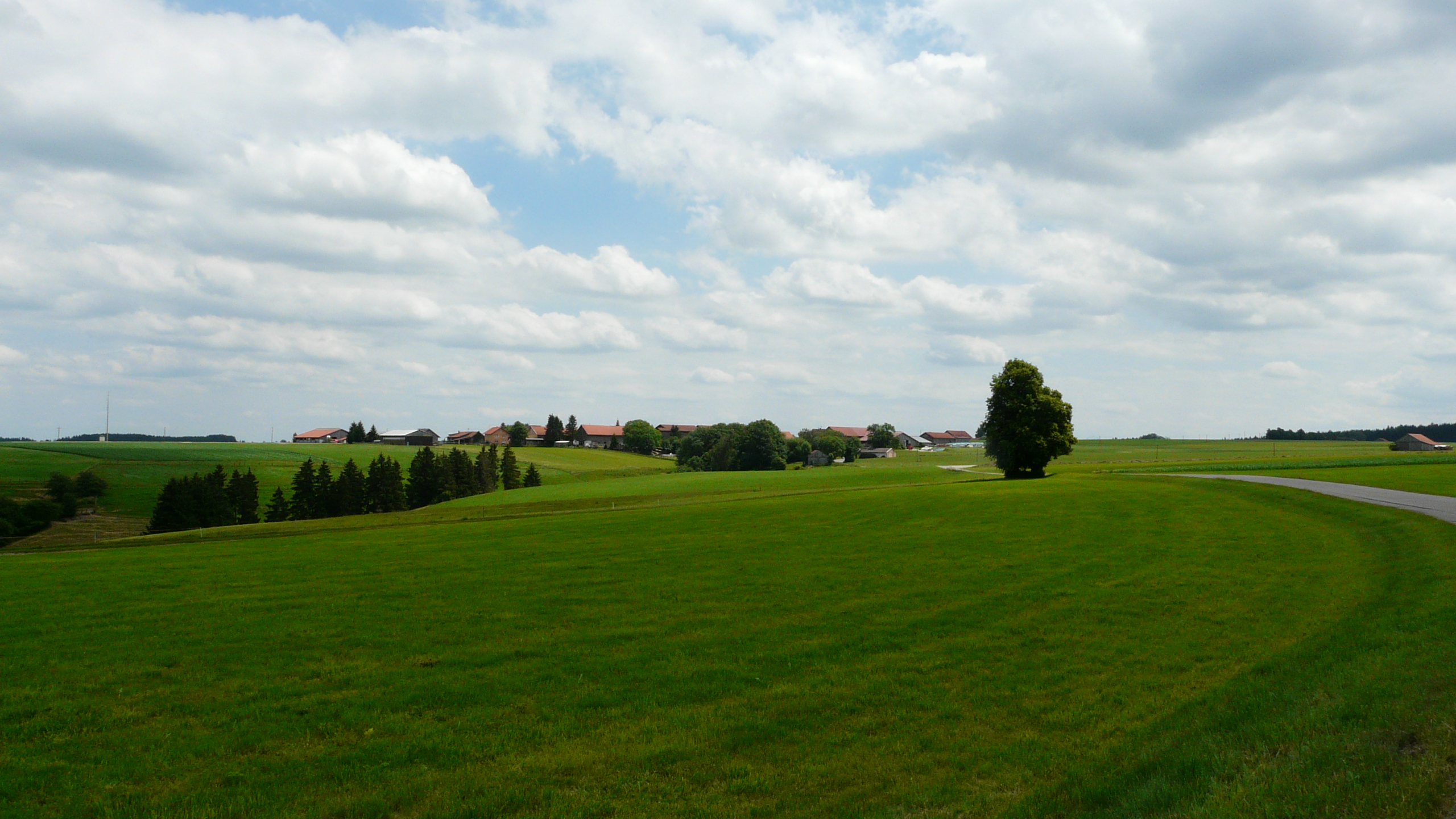
Oberweiler von Nordwesten
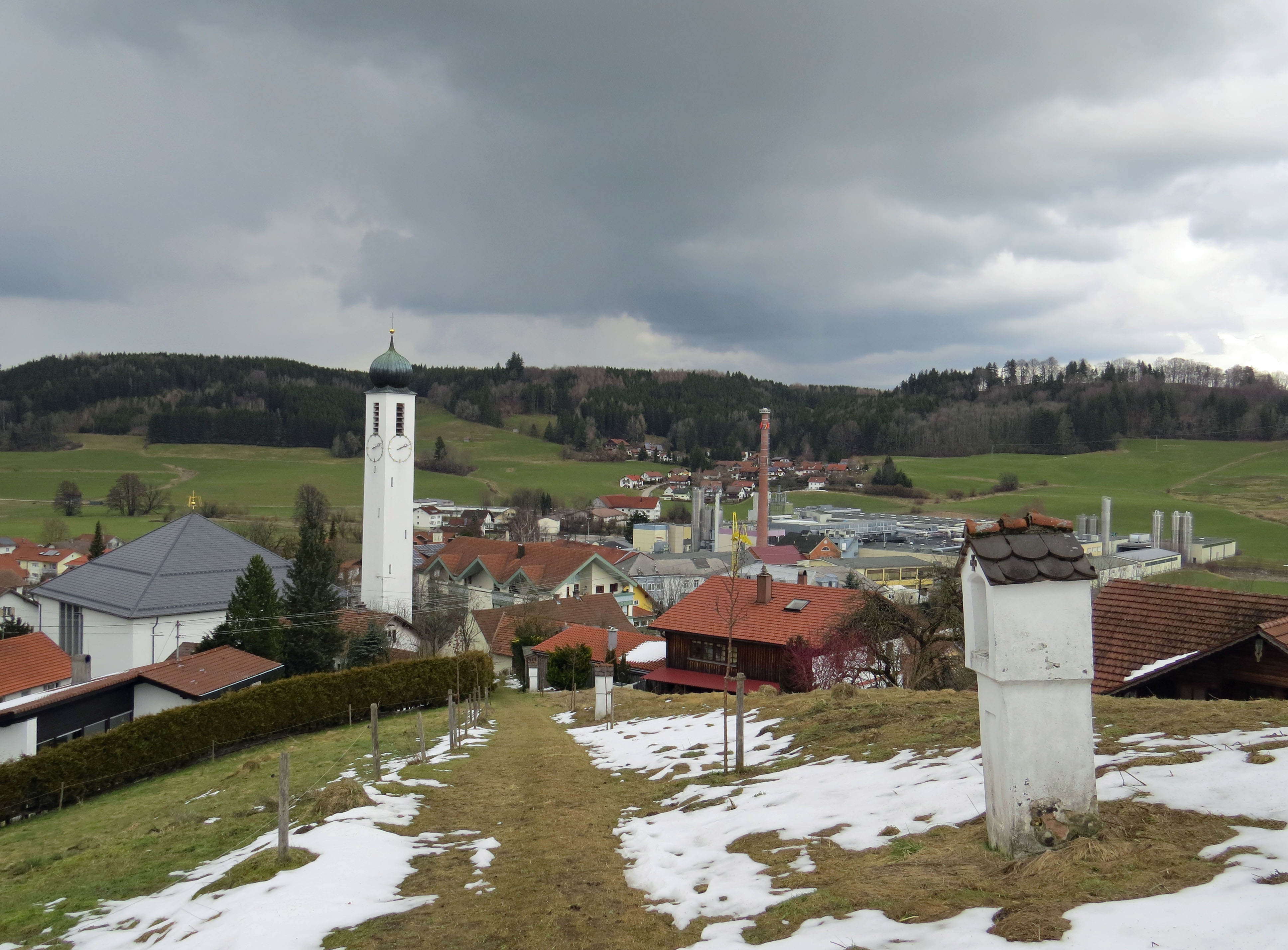
Ronsberg von Westen

## Politik

### Bürgermeister
Folgende Personen bekleideten bisher das Amt des Bürgermeisters:
| Bürgermeister                                                                            | Amtszeit                  |
| ---------------------------------------------------------------------------------------- | ------------------------- |
| Meyer, Joseph                                                                            | 08.05.1870 bis 14.07.1889 |
| Kohler, Anton                                                                            | 22.09.1889 bis 14.07.1918 |
| Koneberg, Josef                                                                          | 22.09.1918 bis 24.11.1929 |
| Mair, Karl                                                                               | 12.01.1930 bis 30.04.1945 |
| Herr Lacaille (franz. Offizier) Boestfleisch, Friedrich Koneberg, Josef Leitner, Andreas | Militärregierung 1945     |
| Leitner, Andreas                                                                         | 27.01.1946 bis 22.05.1948 |
| Fühner, Peter                                                                            | 27.05.1948 bis 16.12.1962 |
| Hofmann, Ludwig                                                                          | 20.03.1963 bis 11.06.1972 |
| Maier, Hans                                                                              | 11.06.1972 bis 30.04.1978 |
| Weishäupl, Josef                                                                         | 01.05.1978 bis 30.04.1984 |
| Wertek, Peter (CSU)                                                                      | 01.05.1984 bis 30.04.2002 |
| Kraus, Gerhard (Freie Wähler)                                                            | 01.05.2002 bis 30.04.2020 |
| Sturm, Michael                                                                           | 01.05.2023 bis heute      |

Am 15. März 2020 wurde Michael Sturm (Bürgerliste Ronsberg) mit 95,8 % der Stimmen zum Ersten Bürgermeister gewählt. Seine Vorgänger waren Gerhard Kraus (Freie Wähler) von Mai 2002 bis April 2020 und bis April 2002 Peter Wertek (CSU).

### Gemeinderat
Für die Wahl am 15. März 2020 lag nur der Wahlvorschlag der Bürgerliste Ronsberg mit 14 Bewerbern vor. Die zwölf Bewerber dieser Wählergruppe mit den höchsten Stimmenzahlen bilden für Mai 2020 bis April 2026 zusammen mit dem Bürgermeister den Gemeinderat. Die Wahlbeteiligung lag bei 53,9 %.

### Wappen
| Wappen Gde. Ronsberg | Blasonierung: „In Rot ein goldener Löwe, der ein von Blau und Silber schräg geteiltes Panier an einer ebenso schräg gebänderten Stange in den Vorderpranken hält.“ |
| Wappen Gde. Ronsberg | Wappenbegründung: Der aufrecht stehende Löwe ist das Wappen der Welfen, der Grafen von Eppan-Ulten und, nach Überlieferung des Klosters Irsee, auch jenes der Grafen bzw. Markgrafen von Ronsberg. Das am 29. März 1813 durch das Reichsheroldamt genehmigte Wappen wurde dem Markt Ronsberg am 8. Juni 1813 durch König Max Joseph mit Gegenzeichnung des Grafen Montgelas verliehen. |

## Baudenkmäler
- Katholische Pfarrkirche Mariä Himmelfahrt
- Ehemalige Burgkapelle der Burg Ronsberg
- Ehemaliges Amtsdienerhaus

## Wirtschaft und Infrastruktur

### Wirtschaft einschließlich Land- und Forstwirtschaft
Im Jahre 2021 gab es nach der amtlichen Statistik im produzierenden Gewerbe 1369 und im Bereich Handel und Verkehr keine sozialversicherungspflichtig Beschäftigten am Arbeitsort. In sonstigen Wirtschaftsbereichen waren am Arbeitsort 126 Personen sozialversicherungspflichtig beschäftigt. Sozialversicherungspflichtig Beschäftigte am Wohnort gab es insgesamt 740. Im verarbeitenden Gewerbe gab es drei, im Bauhauptgewerbe drei Betriebe.
Ein bedeutender Betrieb im Ort ist der finnische Verpackungshersteller Huhtamaki, Niederlassung Ronsberg mit über 1000 Arbeitsplätzen.
Zudem bestanden im Jahr 2020 26 landwirtschaftliche Betriebe mit einer landwirtschaftlich genutzten Fläche von 964 ha, davon waren 873 ha Dauergrünfläche.

### Bildung
Im Jahre 2022 gab es folgende Einrichtungen:
- 1 Kindergarten: 62 Kindergartenplätze mit 57 Kindern
- 1 Volksschule: vier Lehrer und 66 Schüler

## Persönlichkeiten
- Fußballnationalspieler Mario Götze (* 1992), verbrachte hier die ersten sechs Jahre seines Lebens, bevor seine Eltern nach Dortmund umzogen.
- Barbara Lochbihler (* 1959), seit 2009 Abgeordnete des Europäischen Parlaments, ist im Ort aufgewachsen.